# Marko Perković

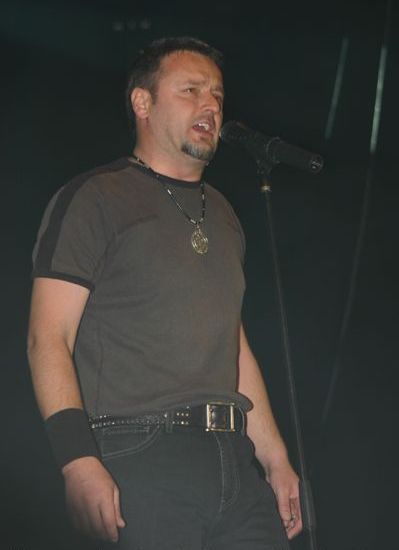
Marko Percović Thompson la concertul din aprilie 2007 la Frankfurt, Germania

Marko Perković Thompson (n. la 27 octombrie 1966 , Čavoglave, Republica Socialistă Federativă Iugoslavia) este un cântăreț și compozitor croat, solistul și liderul formației rock Thomson.
Foarte popular în țara sa, unde este cunoscut și ca luptător în Războiului Croat de Independență (Domovinski rat 1991-1995) și ca organizator de evenimente caritabile, dar și ca militant activ în cadrul mișcării croate de extremă dreaptă, dar fără apartenență partinică. Această ultimă caracteristică l-a adus de mai mult timp în centrul unor polemici la nivel internațional, cu privire la presupusele sale simpatii pro-ustașe.

## Primii ani
Marko Perković Thompson se naște în sătucul Čavoglave, aflat în Zagora Dalmată, o zonă muntuoasă și săracă din punct de vedere agricol dar aflată la granița etnică dintre croați și sârbi. Aici își va petrece copilăria și prima parte a adoloscenței.
Tatăl său, Ante, emigrează în Germania și îi vizitează de Paști și Crăciun, astfel încât de educația lui se va ocupa mama, Marija, bunicii și unchiul din partea tatălui. Prezența bunicului (mort în 1991) și învățăturile sale vor fi cântate în emoționanta melodie Moj Dida i Ja (Eu și bunicul meu).
Apoi va frecventa liceul și școala profesională de agenți de turism la Split, după care va lucra ca mecanic la Čavoglave.
Marko va răspunde chemării președintelui Franjo Tuđman și se înscrie în Garda Națională Croată (ZNG-zbor narodne garde) care va forma apoi Armata Naționala Croată.
Čavoglave fiind chiar pe linia frontului, îl prinde în focul bătăliei și având în vedere lipsa de armament al proaspetei armate croate, va utiliza o pușcă americană veche Thompson de la care i se trage și porecla.
Tot atunci va compune și cântecul care îl va face celebru tocmai pentru a ridica moralul luptătorilor "Batalionul Čavoglave".